# Ogden Heights
Ogden Heights är en kulle i Antarktis. Den ligger i Östantarktis. Nya Zeeland gör anspråk på området. Toppen på Ogden Heights är 2 514 meter över havet.
Terrängen runt Ogden Heights är varierad. Trakten är obefolkad. Det finns inga samhällen i närheten.